# Gournay-le-Guérin
Gournay-le-Guérin is een gemeente in het Franse departement Eure (regio Normandië) en telt 138 inwoners (1999). De plaats maakt deel uit van het arrondissement Évreux.

## Geografie
De oppervlakte van Gournay-le-Guérin bedraagt 12,4 km², de bevolkingsdichtheid is 11,1 inwoners per km².
De onderstaande kaart toont de ligging van Gournay-le-Guérin met de belangrijkste infrastructuur en aangrenzende gemeenten.

## Demografie
Onderstaande figuur toont het verloop van het inwonertal (bron: INSEE-tellingen).

1. ↑  Populations de référence 2022.